# Crémieu
Pour l’article ayant un titre homophone, voir Crémieux.

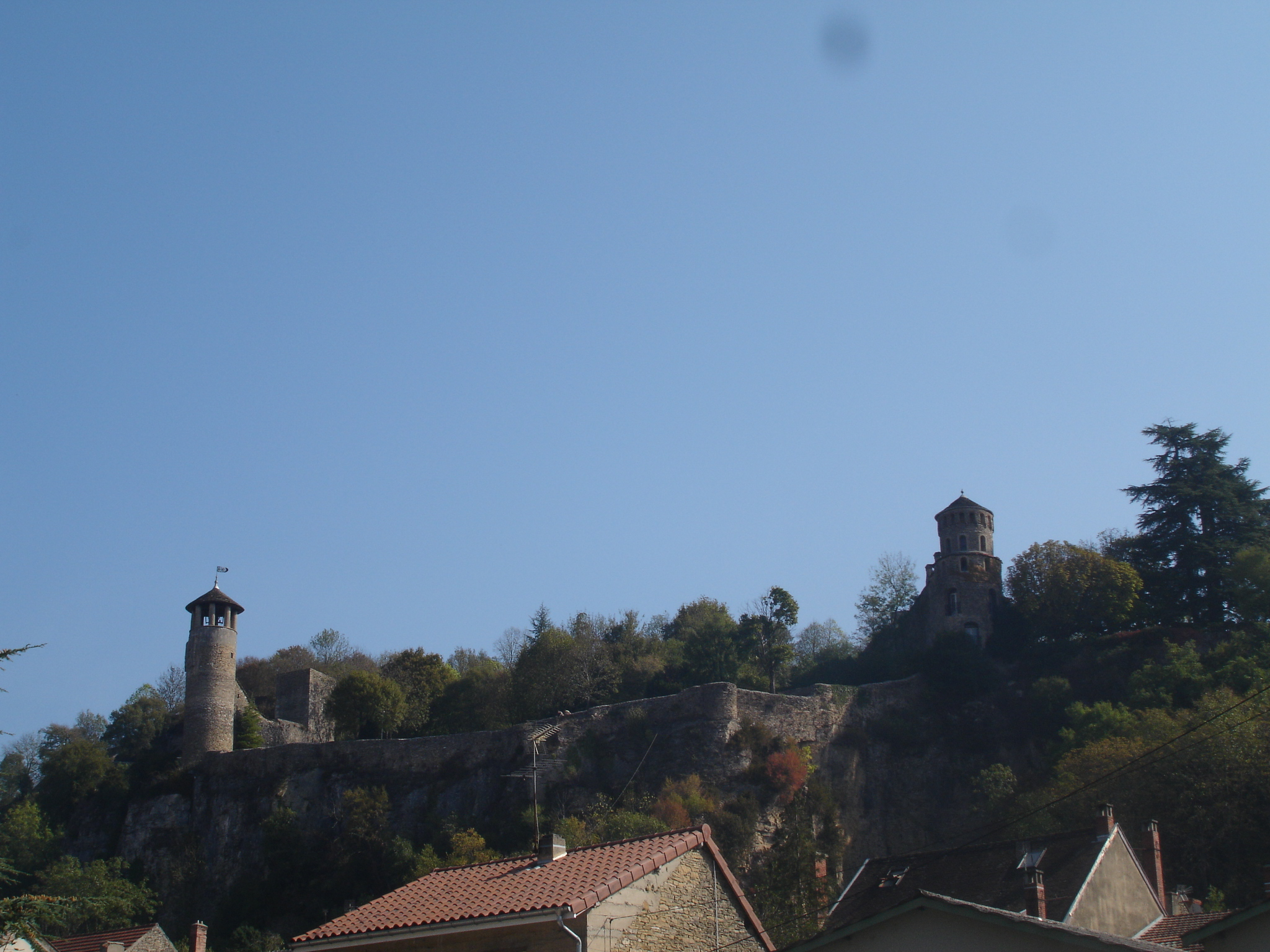
Les remparts.

Crémieu est une commune française située dans le département de l’Isère, en région Auvergne-Rhône-Alpes.
Historiquement rattachée à la province du Dauphiné, Crémieu a conservé sa cité médiévale. La commune a d'abord adhéré à la communauté de communes de l'Isle-Crémieu avant de rejoindre la communauté de communes les Balcons du Dauphiné, issue de la fusion de plusieurs collectivités.
Les habitants sont dénommés les Crémolans.

## Géographie

### Situation et description
Crémieu est située au nord-ouest du département, à 15 km au nord de Bourgoin-Jallieu, 12 km à l'est de l'aéroport Lyon-Saint-Exupéry (Colombier-Saugnieu) et environ 40 km à l’est de Lyon.
Selon le classement établi par l'INSEE en 1999, Crémieu est une commune urbaine, la ville centre d'une unité urbaine de deux communes (la seconde étant Villemoirieu), qui fait partie de l'aire urbaine de Lyon.

### Communes limitrophes
|                          | Leyrieu      | Annoisin-Chatelans               |
| Saint-Romain-de-Jalionas | Crémieu      | Siccieu-Saint-Julien-et-Carisieu |
|                          | Villemoirieu | Dizimieu                         |

### Géologie et relief
Le territoire communal se situe au contact d'une zone de collines et de plateaux de hauteur modeste, dénommée L'Isle Crémieu et parsemé de blocs erratiques issus de la fonte des glaciers, à l'est et de terrains plus plats de la vallée du Rhône qui coule 5 km au nord.

### Climat
Pour des articles plus généraux, voir Climat d'Auvergne-Rhône-Alpes et Climat de l'Isère.
En 2010, le climat de la commune est de type climat des marges montagnardes, selon une étude du Centre national de la recherche scientifique s'appuyant sur une série de données couvrant la période 1971-2000. En 2020, Météo-France publie une typologie des climats de la France métropolitaine dans laquelle la commune est exposée à un climat de montagne ou de marges de montagne et est dans une zone de transition entre les régions climatiques « Bourgogne, vallée de la Saône » et « Jura ».
Pour la période 1971-2000, la température annuelle moyenne est de 11,4 °C, avec une amplitude thermique annuelle de 17,8 °C. Le cumul annuel moyen de précipitations est de 1 107 mm, avec 10,8 jours de précipitations en janvier et 7 jours en juillet. Pour la période 1991-2020, la température moyenne annuelle observée sur la station météorologique de Météo-France la plus proche, « Lyon-Saint-Exupery », sur la commune de Colombier-Saugnieu à 11 km à vol d'oiseau, est de 12,8 °C et le cumul annuel moyen de précipitations est de 862,5 mm,. Pour l'avenir, les paramètres climatiques de la commune estimés pour 2050 selon différents scénarios d'émission de gaz à effet de serre sont consultables sur un site dédié publié par Météo-France en novembre 2022.

### Hydrographie
Le Girondan ou ruisseau de Vaud est un petit cours d'eau, issu du plateau de l'Isle-Cémieu, il rejoint le Girondan, affluent de la rive gauche du Rhône. Il creuse les gorges de la Fusa avant de traverser le bourg médiéval.

### Voies de communication
Le territoire de Crémieu est traversé par l'ancienne route nationale 517, déclassée en route départementale 517 (RD 517) et qui, en 2020, relie toujours Lyon à Morestel.

## Urbanisme

### Typologie
Au 1er janvier 2024, Crémieu est catégorisée bourg rural, selon la nouvelle grille communale de densité à sept niveaux définie par l'Insee en 2022.
Elle appartient à l'unité urbaine de Crémieu, une agglomération intra-départementale regroupant deux  communes, dont elle est ville-centre,,. Par ailleurs la commune fait partie de l'aire d'attraction de Lyon, dont elle est une commune de la couronne,. Cette aire, qui regroupe 397 communes, est catégorisée dans les aires de 700 000 habitants ou plus (hors Paris),.

### Occupation des sols
L'occupation des sols de la commune, telle qu'elle ressort de la base de données européenne d’occupation biophysique des sols Corine Land Cover (CLC), est marquée par l'importance des territoires agricoles (46,5 % en 2018), en diminution par rapport à 1990 (48,8 %). La répartition détaillée en 2018 est la suivante : 
zones agricoles hétérogènes (32,1 %), forêts (28,7 %), zones urbanisées (24,8 %), prairies (9,9 %), terres arables (4,5 %). L'évolution de l’occupation des sols de la commune et de ses infrastructures peut être observée sur les différentes représentations cartographiques du territoire : la carte de Cassini (XVIIIe siècle), la carte d'état-major (1820-1866) et les cartes ou photos aériennes de l'IGN pour la période actuelle (1950 à aujourd'hui).

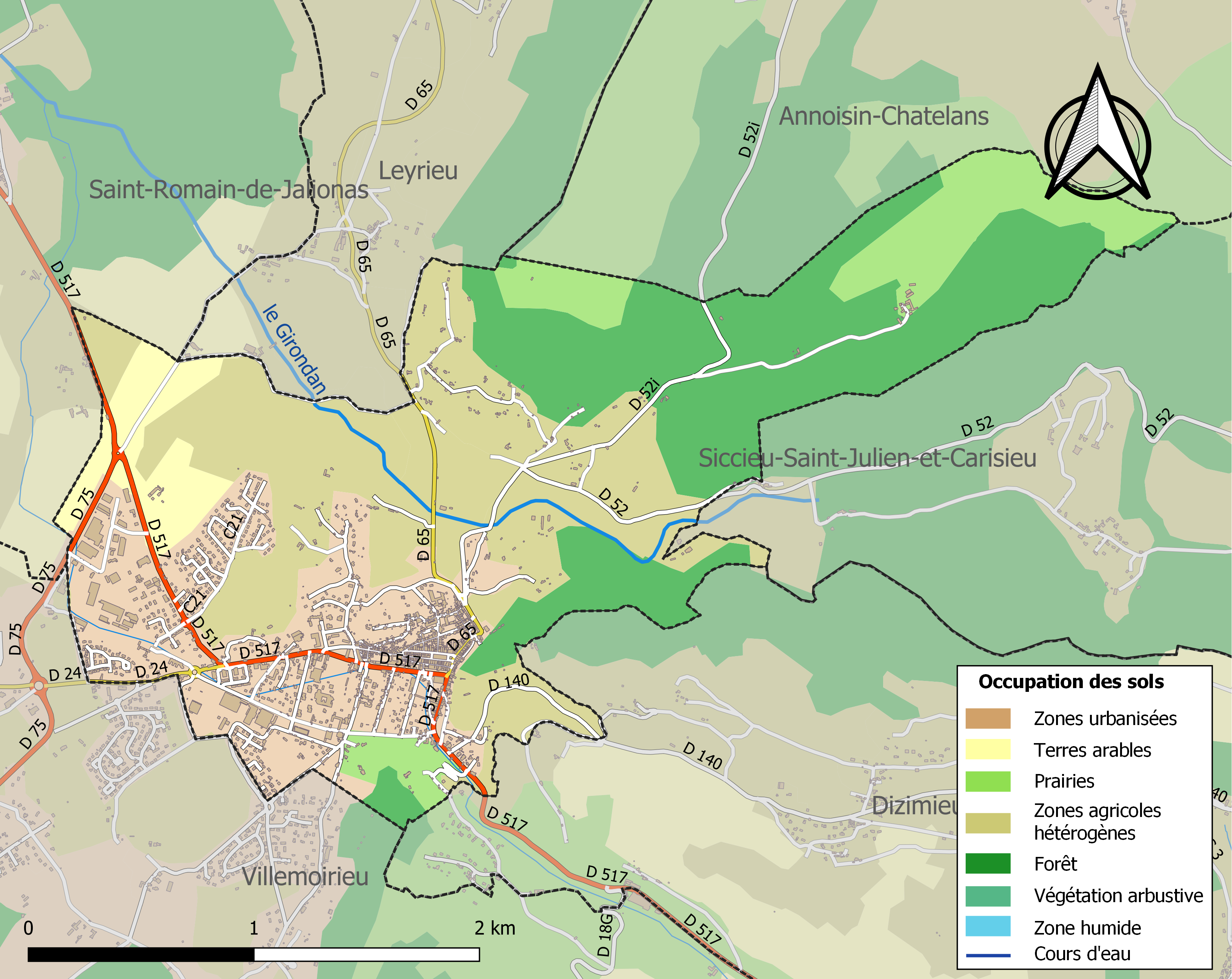
Carte des infrastructures et de l'occupation des sols de la commune en 2018 (CLC).

### Risques naturels et technologiques

#### Risques sismiques
L'ensemble du territoire de la commune de Crémieu est situé en zone de sismicité n°3 (sur une échelle de 1 à 5), comme la plupart des communes de son secteur géographique.
| Type de zone | Niveau            | Définitions (bâtiment à risque normal) |
| ------------ | ----------------- | -------------------------------------- |
| Zone 3       | Sismicité modérée | accélération = 1,1 m/s2                |

## Toponymie
Il s'agit d'une formation toponymique gauloise ou gallo-romane en -(i)acum (forme latinisée du suffixe celtique continental -acon), suffixe locatif à l'origine, devenu également un élément marquant la propriété. La forme prise par ce suffixe dans domaine franco-provençal aboutit généralement à la terminaison -ieu, alors qu'ailleurs, c'est plutôt -(e)y / -(a)y (ou -ac dans le domaine d'oc).
Selon André Planck, auteur du livre L'origine du nom des communes du département de l'Isère, le nom du bourg serait dérivé du nom Cremius, nom d'un propriétaire gallo-romain à la fin de la période antique.

## Histoire

### Préhistoire
Crémieu est au cœur d'une région très occupée au cours de la préhistoire. Sur la commune furent découverts deux grottes à Bethenaz qui contenaient des silex du Magdalénien (13000-10000 av. J.-C.) avec ossements de rennes, aurochs, chevaux, cerfs.
Une tombe à la chapelle de Notre Dame de la Salette contenait un corps avec un très beau mobilier de bronze (épingle, bracelets, rouelle, agrafe) daté de la phase ancienne du Bronze final (1250-1100 av. J.-C.).
Des objets de bronze (couteaux, épée, bracelet) attestent l'âge du Bronze et le début de l'âge du Fer.

### Moyen Âge

#### Le château et le prieuré
Ancienne ville résidence des dauphins du Viennois,
Crémieu est mentionné dès le IXe siècle ; mais apparaît dans l'histoire au XIIe siècle.
À la fin du XIIe siècle, Crémieu est le siège d'une châtellenie (sorte de circonscription administrative) de la baronnie de La Tour-du-Pin, rattachée en 1282 au Dauphiné, lui-même rattaché à la Couronne de France en 1349. Le château est établi sur la colline Saint-Laurent. Situé à la frontière entre le Dauphiné et la Savoie, la châtellenie de Crémieu joue un rôle militaire important. Face au château, un prieuré de bénédictins, entouré de ses propres fortifications, se trouve au sommet des falaises de Saint-Hippolyte. En 1247, ce prieuré est rattaché à l'abbaye de Saint-Chef.

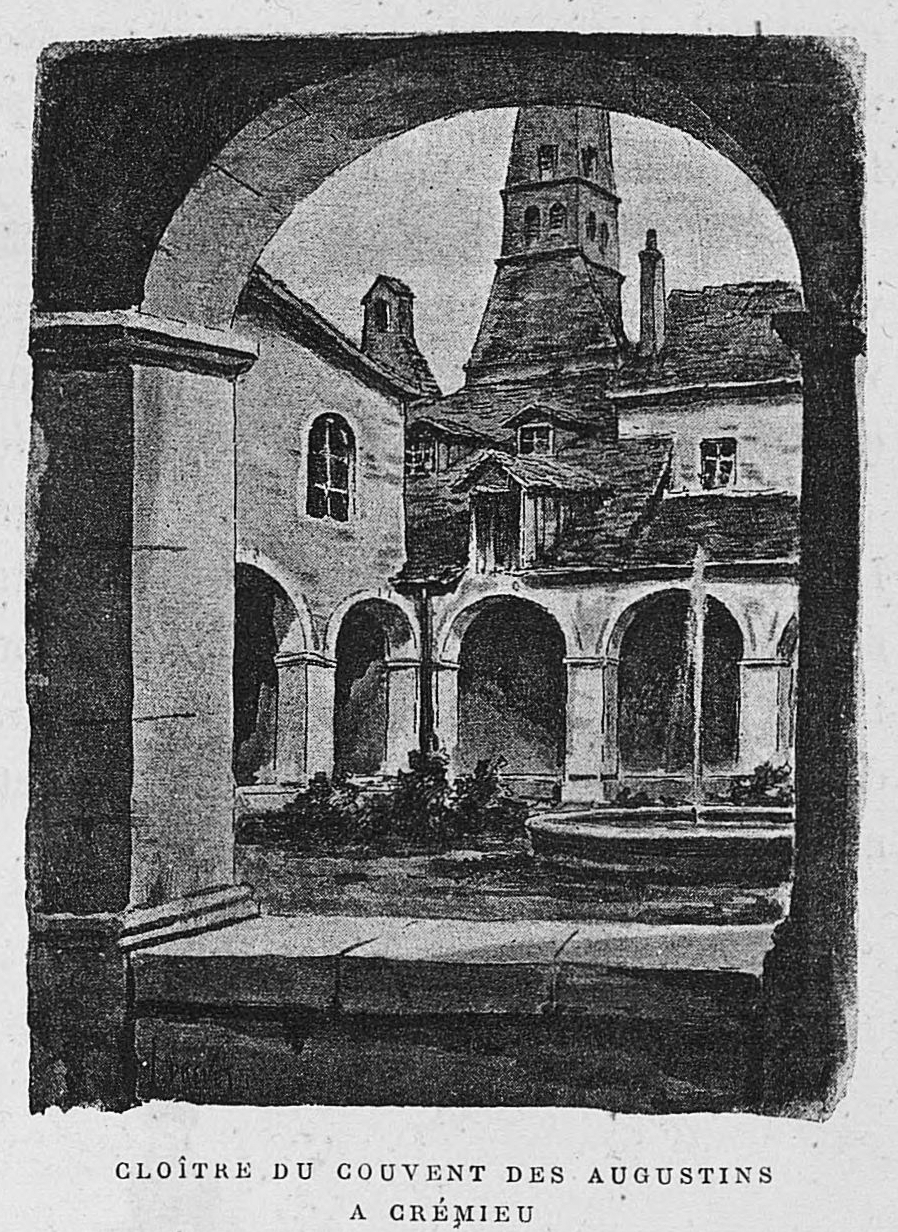
Cloitre du couvent des Augustins illustré par Joannès Drevet (1854–1940).

#### La ville basse
La ville se développe tout au long du XIIIe siècle sous les murailles du château delphinal, puis entre les deux collines ; située sur la route de l’Italie, elle a une certaine activité comme centre du commerce des grains entre la France et la Savoie, la Suisse et l'Italie. En 1315, une charte de franchises accorde aux habitants de nouvelles libertés et d'importants privilèges commerciaux. L'existence d'un atelier monétaire, attestée en 1337, indique l'essor économique de la ville. La ville basse qui, à partir du XIVe siècle, attire les riches marchands, conserve encore à l'heure actuelle maisons et anciens hôtels particuliers à l’architecture soignée. C'est le début d'une période de prospérité de deux siècles qui nécessitera la construction de nouveaux remparts englobant les deux collines et la ville basse ; au XVe siècle, une vaste halle, recouverte de lauze de Crémieu, remplace le marché créé en 1314.

#### Le couvent des Augustins
C'est au début du XIVe siècle, que Jean II, dauphin de Viennois, fonde, dans la partie neuve de la ville, un prieuré destiné à accueillir une dizaine d'ermites de Saint-Augustin, ordre mendiant formé au XIIIe siècle. Les travaux de construction du couvent débutent au XIVe siècle et se poursuivent par de nombreux remaniements jusqu'au XIXe siècle : édification du clocher au-dessus d'une tour de défense en 1508, réaménagement du cloître et construction du portail au XVIIe siècle par exemple. À la Révolution française, le 9 mai 1791 précisément, les bâtiments et l'église sont adjugés à la municipalité de Crémieu pour la somme de 7 000 livres, et affectés à de nouveaux usages.

### Époques moderne et contemporaine

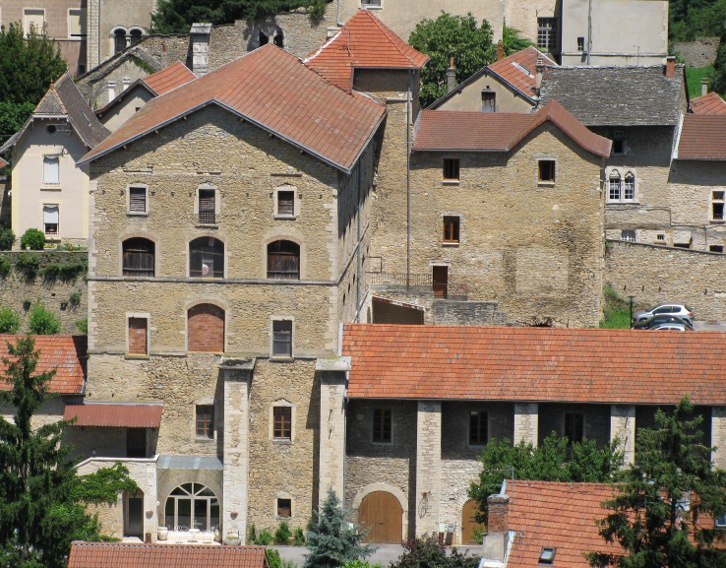
Ancienne filature de lin

#### L'évolution économique
Le déclin du commerce, renforcé en 1702 par la suppression des foires annuelles instaurées au XIVe siècle, incite les habitants à développer l'industrie du textile grâce à la production de lin des campagnes voisines et celle du cuir qui occuperont en 1710 près du quart de la population. Par ailleurs, au XVIIe siècle, de nombreux ordres religieux et confréries (Capucins, Pénitents Blanc, Visitandines, Ursulines) s'installent à Crémieu, prenant possession d'une ville dont l'activité commerciale faiblit.

#### Le couvent de la Visitation
Jeanne de Chantal fonde le couvent de la Visitation en 1627; les religieuses ne disposent alors que d’une petite maison et d’une chapelle. Les bâtiments actuels construits entre 1632 et 1682 sont saisis comme bien national et vendus en 1792. Trente ans plus tard, la municipalité y installe l’hôpital, auquel est annexé le Refuge des vieillards, en 1864. Une nouvelle chapelle est construite en 1884 par l'architecte lyonnais Pierre Richard.

#### Le château
Le château delphinal est abandonné au cours du XVIIIe siècle et sert de carrière de pierres jusqu’à la Révolution, avant d’être en partie reconstruit au XIXe siècle. Il a été classé monument historique en 1943.

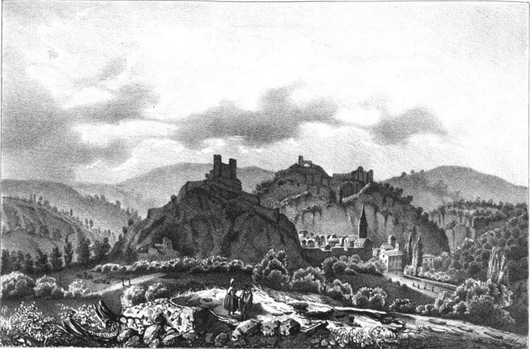
Crémieu au XIXe siècle illustrée par Victor Cassien (1808-1893).

## Politique et administration

### Liste des maires
| Période    | Période                   | Identité                 | Étiquette                  | Qualité |
| ---------- | ------------------------- | ------------------------ | -------------------------- | --- |
| ?          | ?                         | Henri Berger (1909-1977) | UDR                        | Conseiller général de Crémieu (1973 → 1977) |
| avant 1981 | mars 1983                 | Henri Loiseau            |                            | |
| mars 1983  | mai 2024                  | Alain Moyne-Bressand     | UDF-PR puis DL puis UMP-LR | Chef d'entreprise Député de l'Isère (6e circ.) (1986 → 2017) Conseiller général de Crémieu (1977 → 2014) Vice-président du conseil général (1985 → 1996) Maire de Soleymieu (1971 → 1983) |
| mai 2024   | En cours (au 31 mai 2024) | Isabelle Flores          | SE                         | Professeure de lettres |

### Jumelages
- Hüttenberg (Allemagne) depuis 1993[23]

## Population et société

### Démographie
L'évolution du nombre d'habitants est connue à travers les recensements de la population effectués dans la commune depuis 1793. Pour les communes de moins de 10 000 habitants, une enquête de recensement portant sur toute la population est réalisée tous les cinq ans, les populations de référence des années intermédiaires étant quant à elles estimées par interpolation ou extrapolation. Pour la commune, le premier recensement exhaustif entrant dans le cadre du nouveau dispositif a été réalisé en 2006.

En 2022, la commune comptait 3 543 habitants, en évolution de +7,46 % par rapport à 2016 (Isère : +3,07 %, France hors Mayotte : +2,11 %).
| 1793  | 1800  | 1806  | 1821  | 1831  | 1836  | 1841  | 1846  | 1851  |
| ----- | ----- | ----- | ----- | ----- | ----- | ----- | ----- | ----- |
| 2 236 | 2 123 | 2 184 | 2 318 | 2 401 | 2 310 | 2 292 | 2 284 | 2 302 |

| 1856  | 1861  | 1866  | 1872  | 1876  | 1881  | 1886  | 1891  | 1896  |
| ----- | ----- | ----- | ----- | ----- | ----- | ----- | ----- | ----- |
| 2 356 | 2 370 | 2 244 | 2 055 | 1 978 | 1 797 | 1 838 | 1 694 | 1 912 |

| 1901  | 1906  | 1911  | 1921  | 1926  | 1931  | 1936  | 1946  | 1954  |
| ----- | ----- | ----- | ----- | ----- | ----- | ----- | ----- | ----- |
| 1 893 | 1 743 | 1 696 | 1 929 | 1 971 | 1 854 | 1 682 | 1 536 | 2 148 |

| 1962  | 1968  | 1975  | 1982  | 1990  | 1999  | 2006  | 2011  | 2016  |
| ----- | ----- | ----- | ----- | ----- | ----- | ----- | ----- | ----- |
| 2 416 | 2 393 | 2 450 | 2 409 | 2 855 | 3 169 | 3 330 | 3 357 | 3 297 |

| 2021  | 2022  | - | - | - | - | - | - | - |
| ----- | ----- | - | - | - | - | - | - | - |
| 3 490 | 3 543 | - | - | - | - | - | - | - |

| selon la population municipale des années : | 1968 | 1975 | 1982 | 1990 | 1999 | 2006 | 2009 | 2013 |
| Rang de la commune dans le département      | 46   | 54   | 74   | 69   | 68   | 70   | 75   | 74   |
| Nombre de communes du département           | 538  | 532  | 532  | 533  | 533  | 533  | 533  | 532  |

### Enseignement
La commune est rattachée à l'académie de Grenoble.

### Environnement
En mars 2017, la commune confirme le niveau « deux fleurs » au concours des villes et villages fleuris, ce label récompense le fleurissement de la commune au titre de l'année 2016.

### Médias
Historiquement, le quotidien à grand tirage Le Dauphiné libéré consacre, chaque jour, y compris le dimanche, dans son édition du Nord-Isère, un ou plusieurs articles à l'actualité de la commune, du canton, de la communauté de communes, ainsi que des informations sur les éventuelles manifestations locales, les travaux routiers, et autres événements divers à caractère local.

### Cultes
La communauté catholique et l'église de Crémieu (propriété de la commune) sont rattachées à la paroisse catholique Saint-martin de l'Isle Crémieu qui, elle-même, est rattachée au diocèse de Grenoble-Vienne.

## Économie
Une zone artisanale et industrielle est implantée sur la Ville sur le site des Triboullières.

## Culture locale et patrimoine

### Lieux et monuments
La ville conserve de nombreuses maisons anciennes (XVIe-XVIIIe siècles), de beaux restes de fortifications (portes du XIVe siècle, segments de murailles), de vastes halles couvertes (XVe siècle), et le couvent des Augustins dont le cloître est intact et qui sert de mairie depuis la Révolution française.
- Le château delphinal de Crémieu, dit château Saint-Laurent, dont il subsiste des vestiges des XIIIe et XVe siècles, est l'ancien siège de châtellenie. Il domine la ville côté est, tandis que les ruines d'un prieuré fortifié couvrent toute la colline Saint-Hippolyte à l'ouest.
- Le couvent des Augustins de Crémieu est un ancien couvent classé au titre des monuments historiques.
- L'église Saint-Jean-Baptiste de Crémieu bénéficie d'un classement au titre des monuments historiques[34].
- L'église Saint-Jean de Crémieu.
- L'église Saint-Marcel de Crémieu. Elle est inscrite à l'Inventaire général du patrimoine culturel[35].
- Chapelle Saint-Antoine de Crémieu

À 2 kilomètres au sud-sud-ouest se dresse le château de Malin construit au XIVe siècle et remanié à la Renaissance.

Quelques photos de monuments de Crémieu
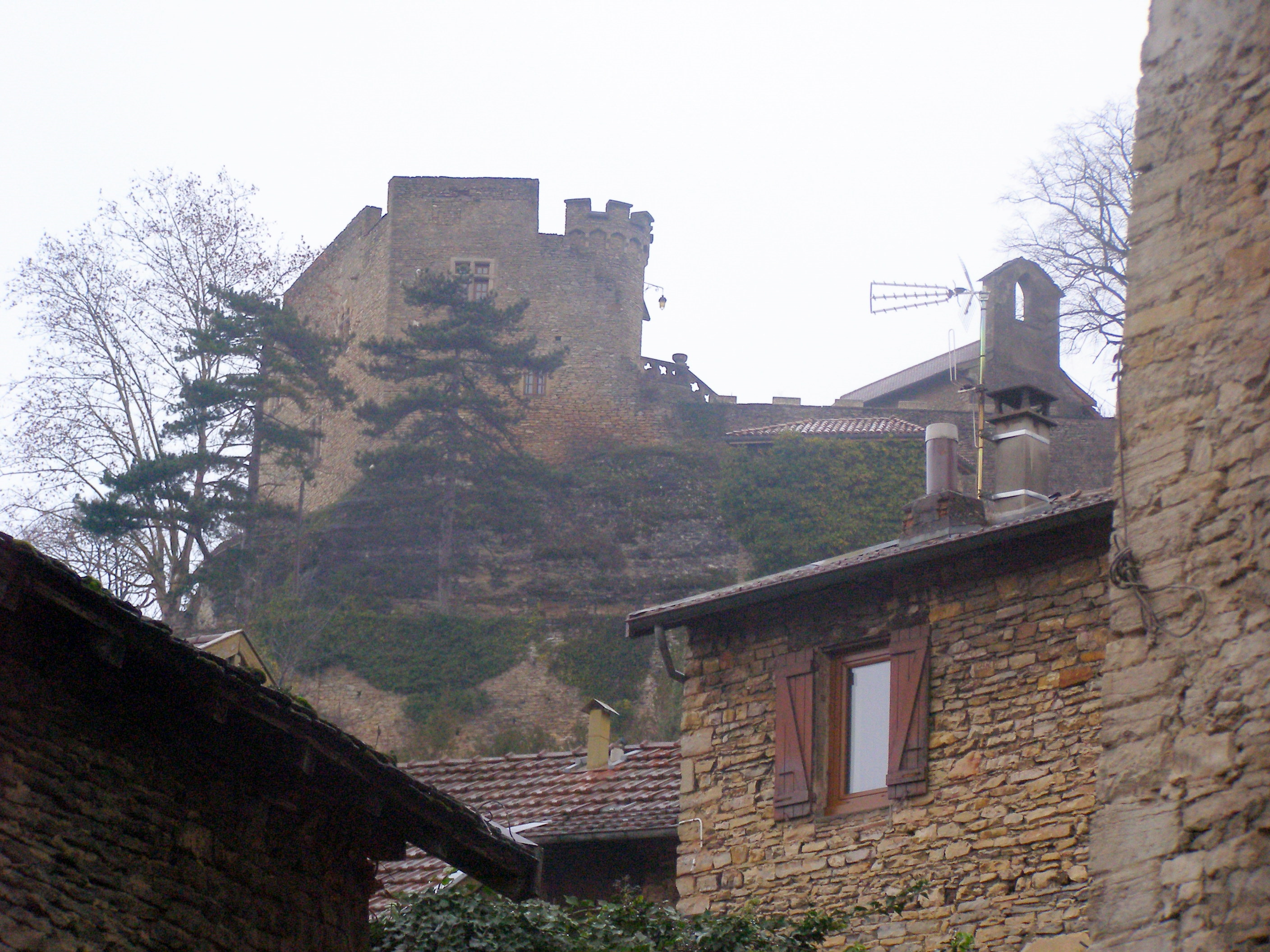
Château delphinal.
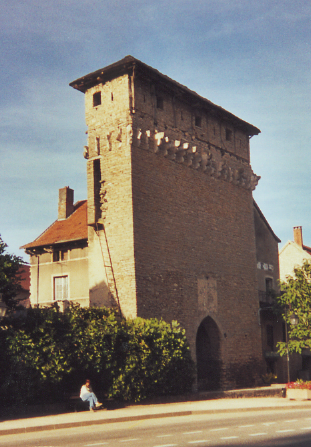
Porte de la Loi.
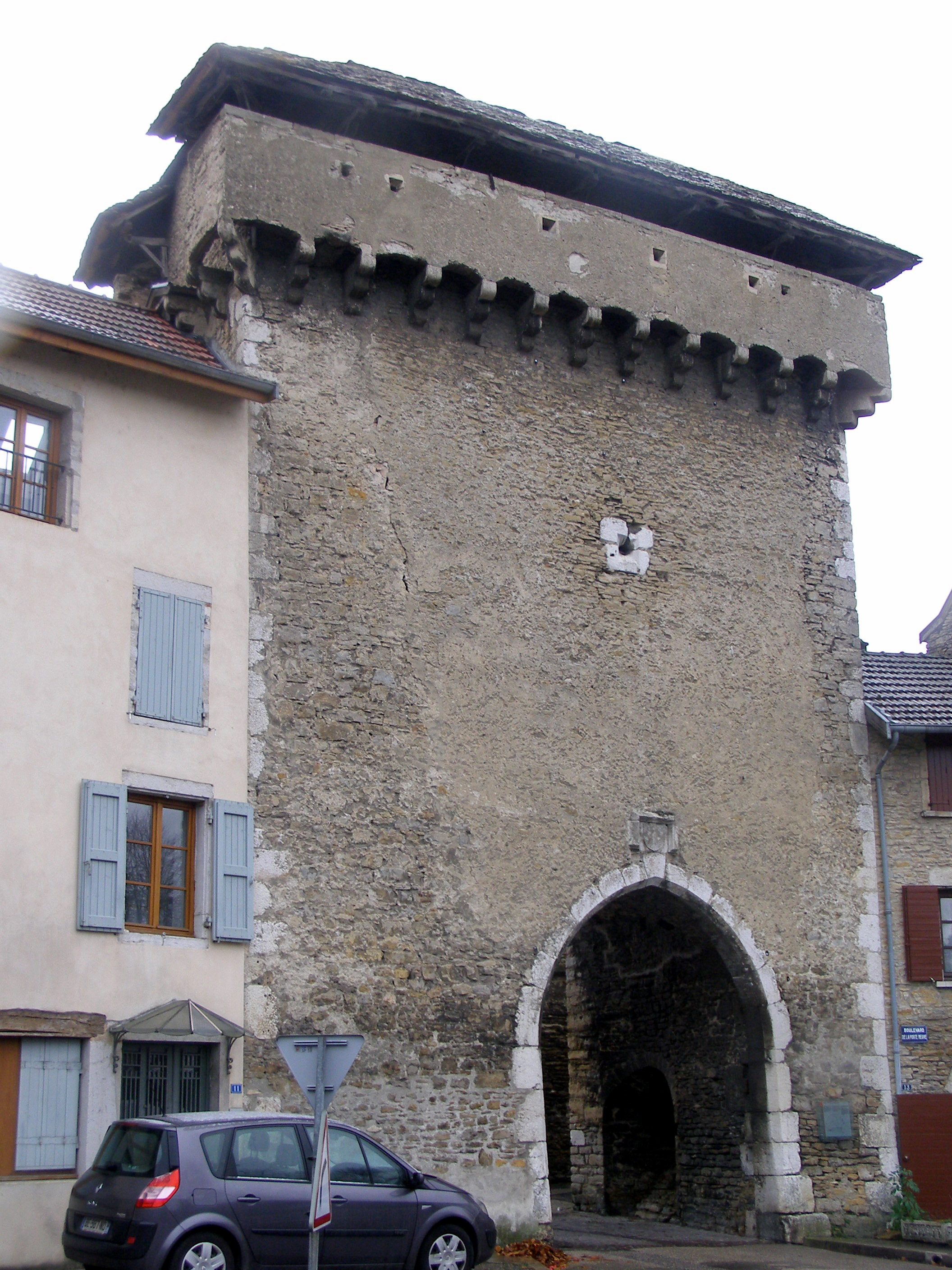
Porte François 1er.
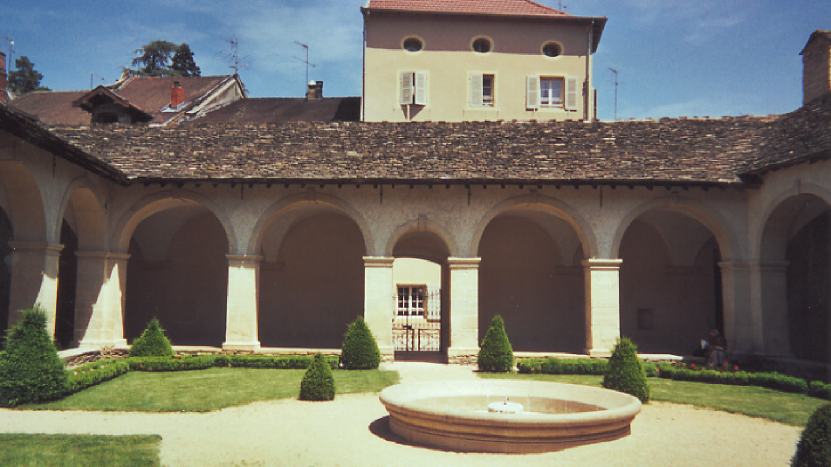
Cloître du couvent des Augustins.
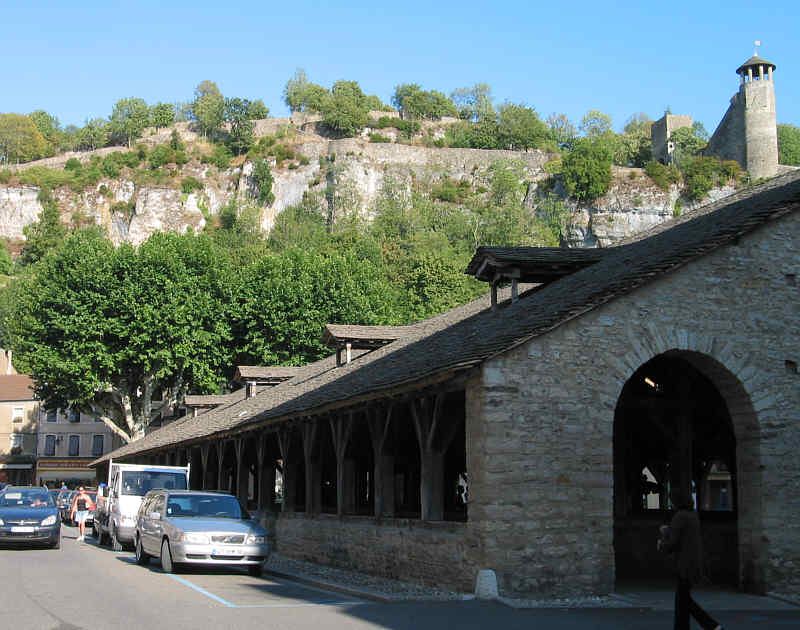
La halle et la colline Saint-Hippolyte.
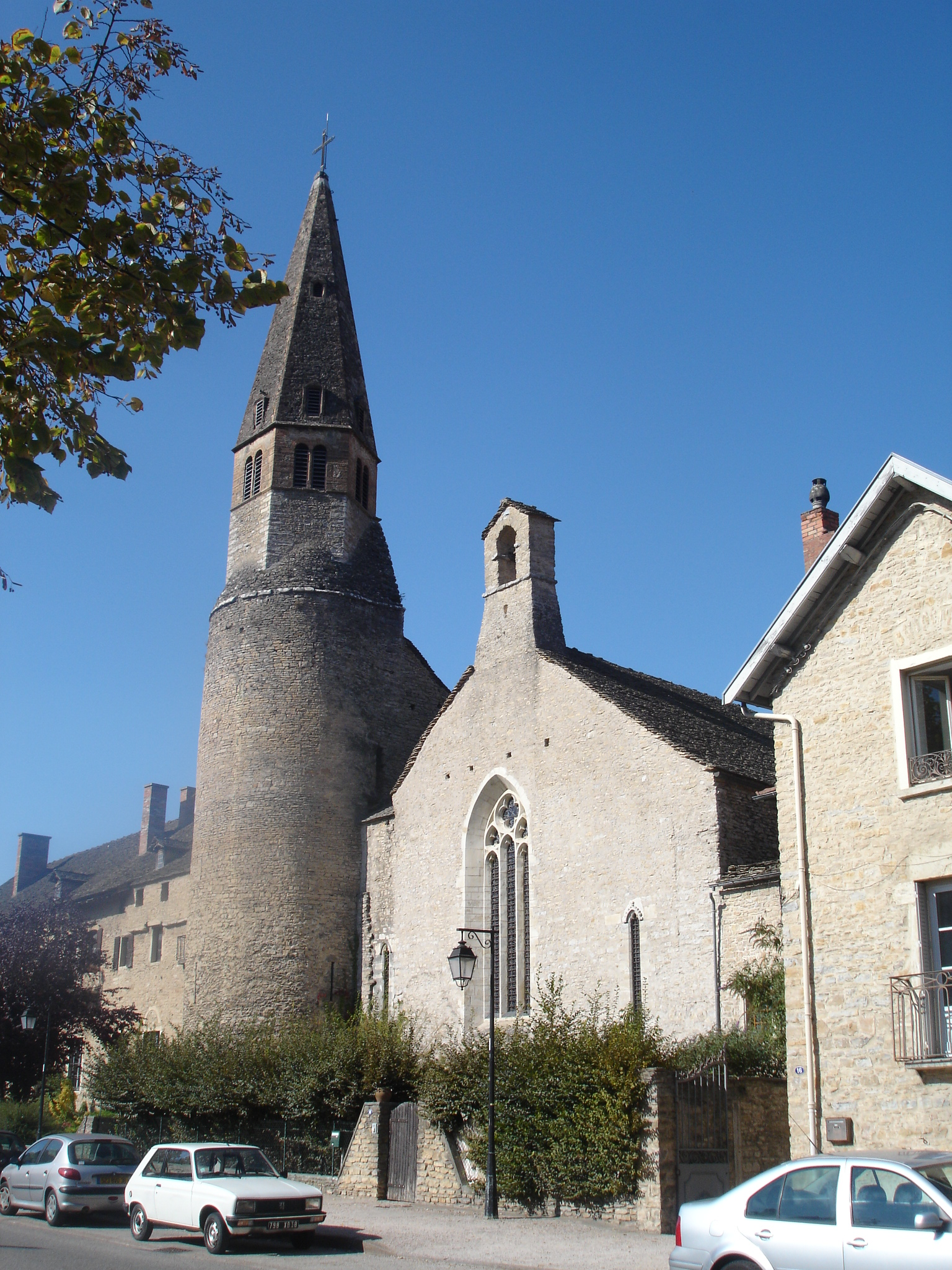
Église fortifiée.
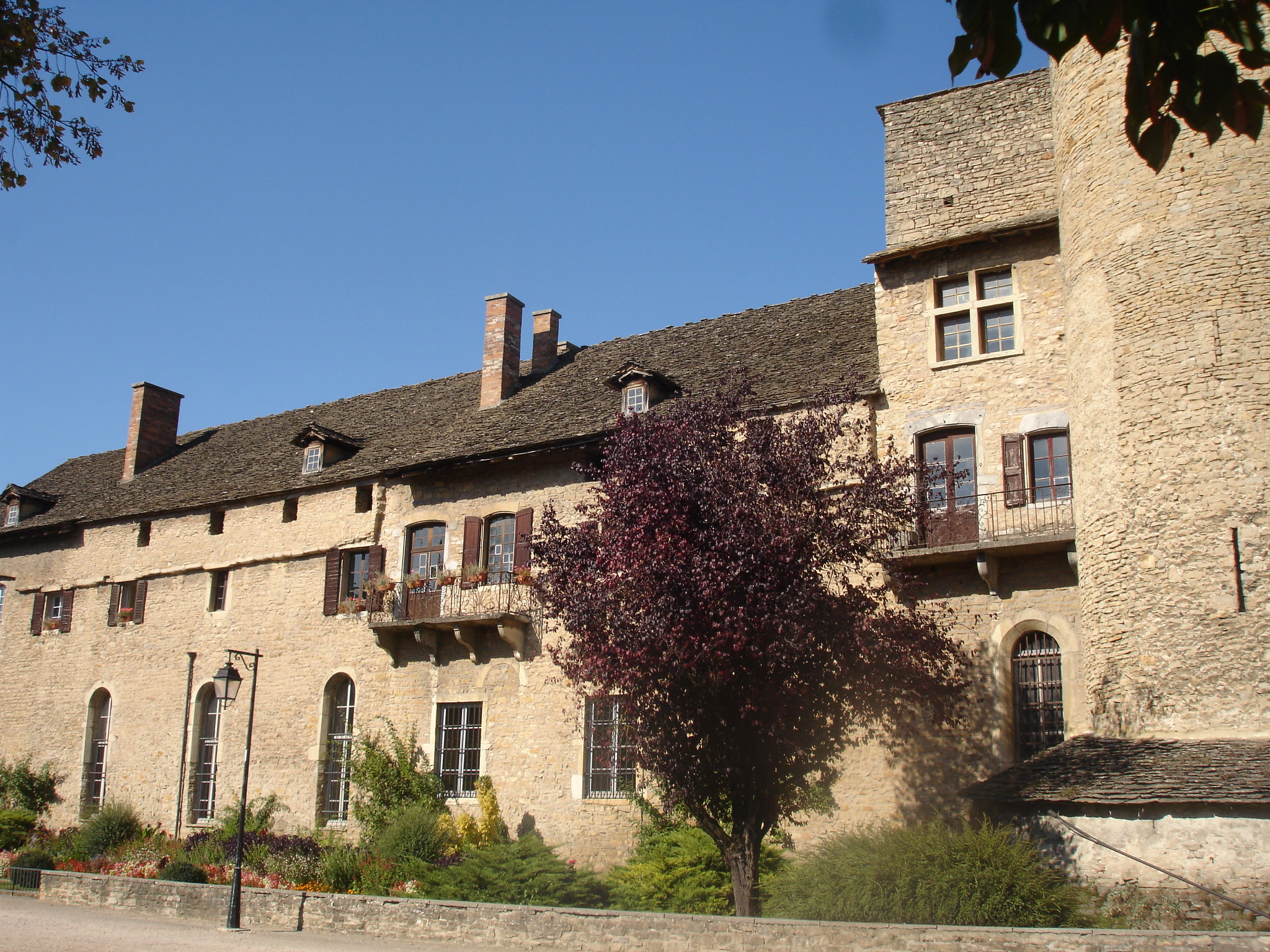
Maisons anciennes vers l'église.
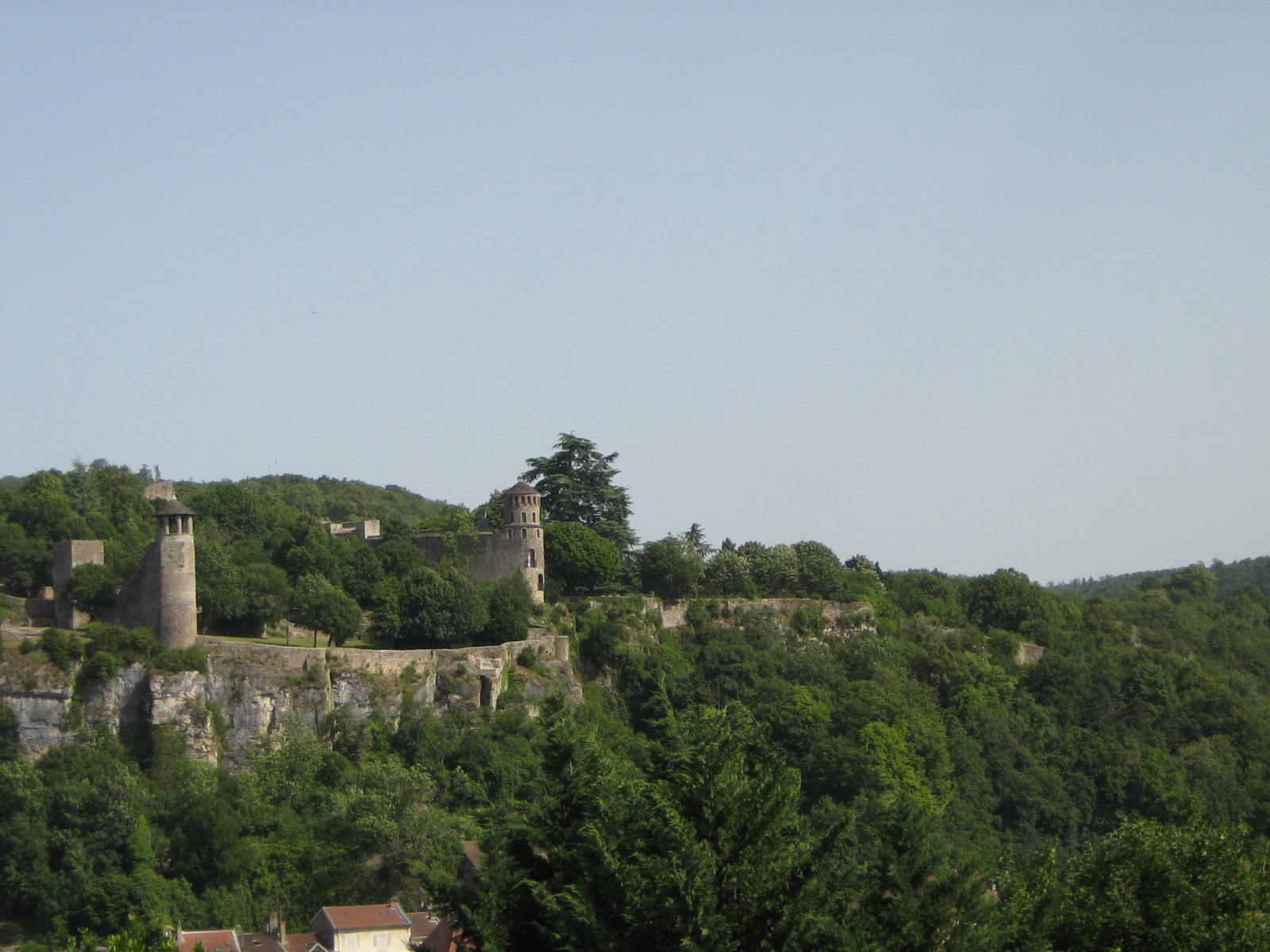
Vue de haut des remparts.
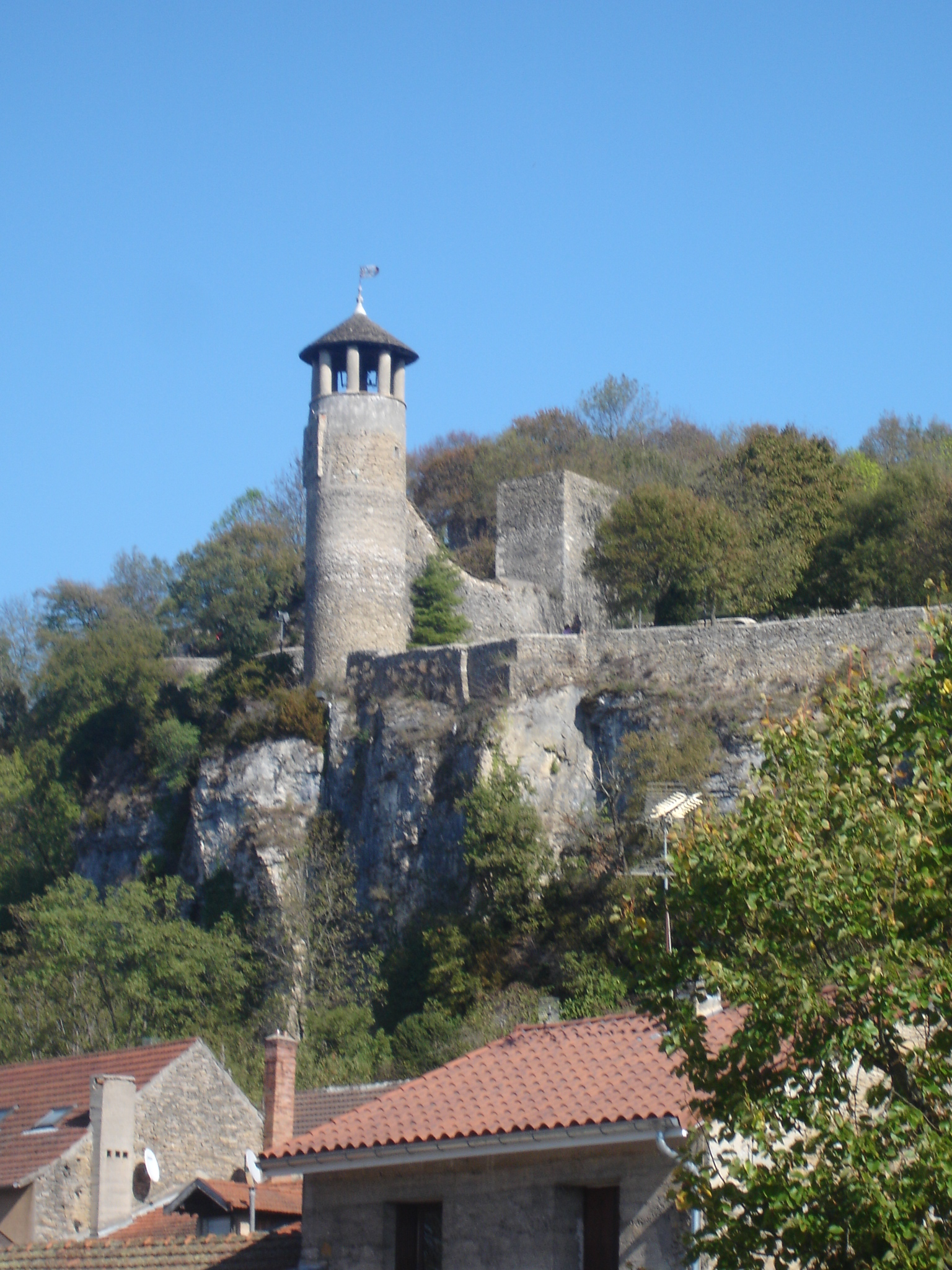
Tour ronde des remparts.
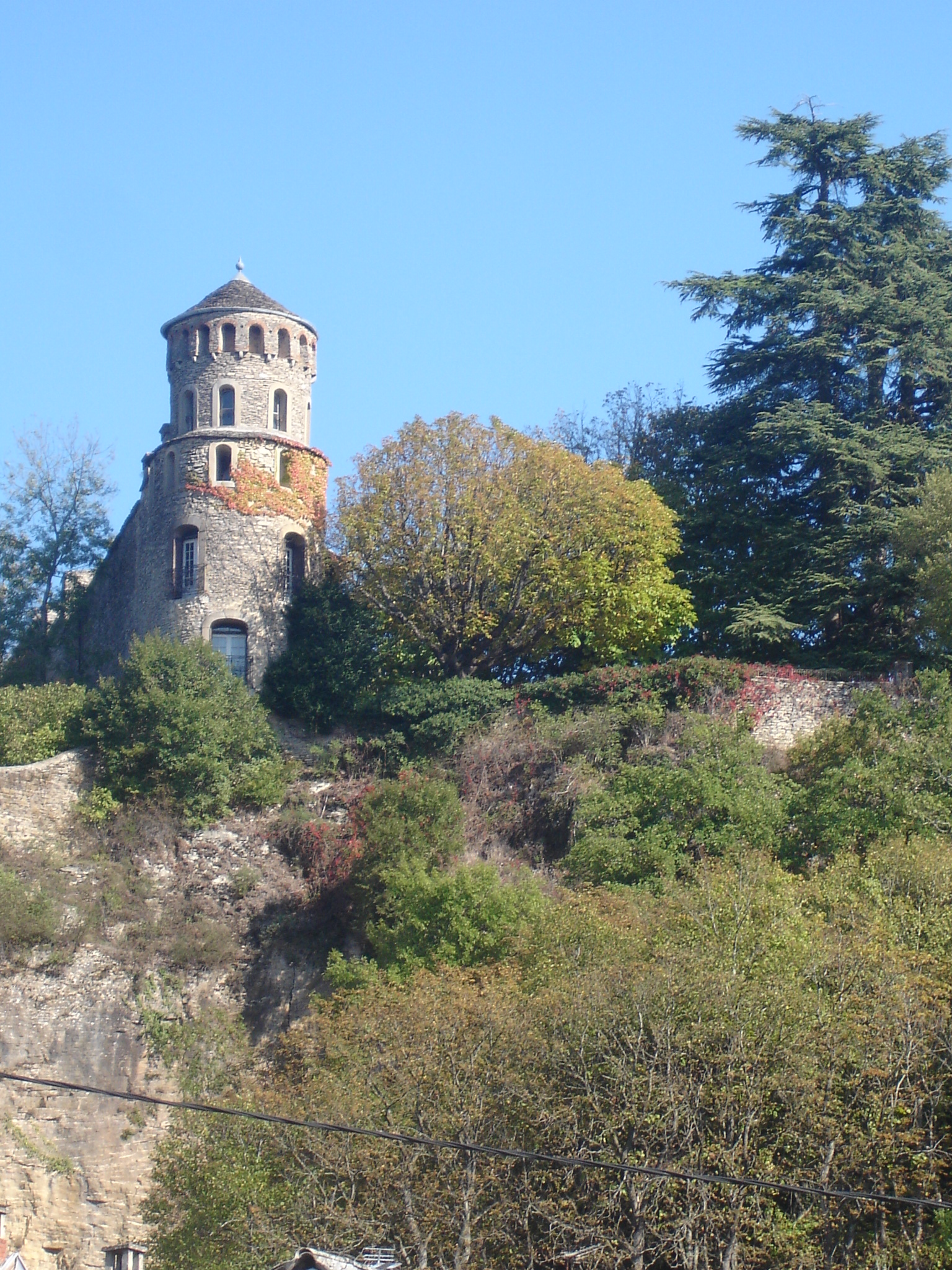
Tour à fenêtres des remparts.

### Sites naturels
- Les gorges de la Fusa :

ces gorges se situent à l'est de la ville, au-delà du faubourg des moulins, en direction de Bourgoin-Jallieu, de petites gorges formées par le cours e Girondan ou ruisseau de Vaud dans le calcaire du plateau. C'est un escarpement de type pyramidal en forme de pain de sucre appelée la Fusa (mot patois qui sert à nommer le fuseau dont les paysannes se servaient pour filer le chanvre) qui a donné son nom à ce lieu.

### Personnalités liées à la commune
- Antoine Joseph Alricy (1759-1839), membre du Conseil des Cinq-Cents.
- Mathieu Baudran (1751-1810), homme politique de la Révolution française, député du département de l'Isère.
- Jérôme Bellefin (1764-1835), chirurgien navigant, membre de l'expédition Baudin (1800-1804).
- Benoit Veyret (1852-1903), né à Crémieu, entrepreneur à Draa-El-Mizan (Algérie).
  - Cyprien Claude Benoit Veyret (1867-1927), né à Crémieu, compagnon serrurier puis mécanicien aux chemin de fer Bône-Guelma (Algérie), syndicaliste, créateur du premier bureau de placement et bourse de travail de Bône (Algérie), propriétaire de la Brasserie « Café Dauphinois », Palais Lecoq à Bône.
- Michèle Espinosi-Petit (Biche) (1948-), navigatrice de rallyes automobiles.
- Claude-Noël Thévenin (1800-1849), peintre et portraitiste.
- Daniel Chabrun (1925-2006), chef d'orchestre français, possédait une résidence familiale à Crémieu. En effet, par sa mère, Marthe Audibert, il est arrière-petit-fils de Félicité Guichard, épouse Audibert : la famille Guichard est une des plus anciennes familles de Crémieu.
- Joseph La Bonnardière (1829-1887), médecin et historien, inventeur et promoteur du mot thalassothérapie, formé du grec thalassa (mer) et therapeia (traitement médical). Joseph La Bonnardière était originaire de Crémieu, et non d'Arcachon, comme on le prétend souvent par erreur. C'est à Montpellier qu'il rédige et soutient, le 31 décembre 1865, sa thèse de médecine Introduction à la Thalassothérapie[37], signant du même coup l'acte de naissance officiel d'une pratique thérapeutique aujourd'hui universellement connue. Devenu médecin, il exerce pendant une brève période à Cadéac et Arcachon, avant de regagner sa ville natale, pour s'établir bientôt définitivement à Grenoble. Fils et petit-fils de médecins crémolans, il était également le neveu du Dr Jérôme La Bonnardière, maire de Crémieu et conseiller général de l'Isère.
- Marcelle Dorr (1903-1943), née à Crémieu, résistante de la Seconde Guerre mondiale.
- Les peintres :

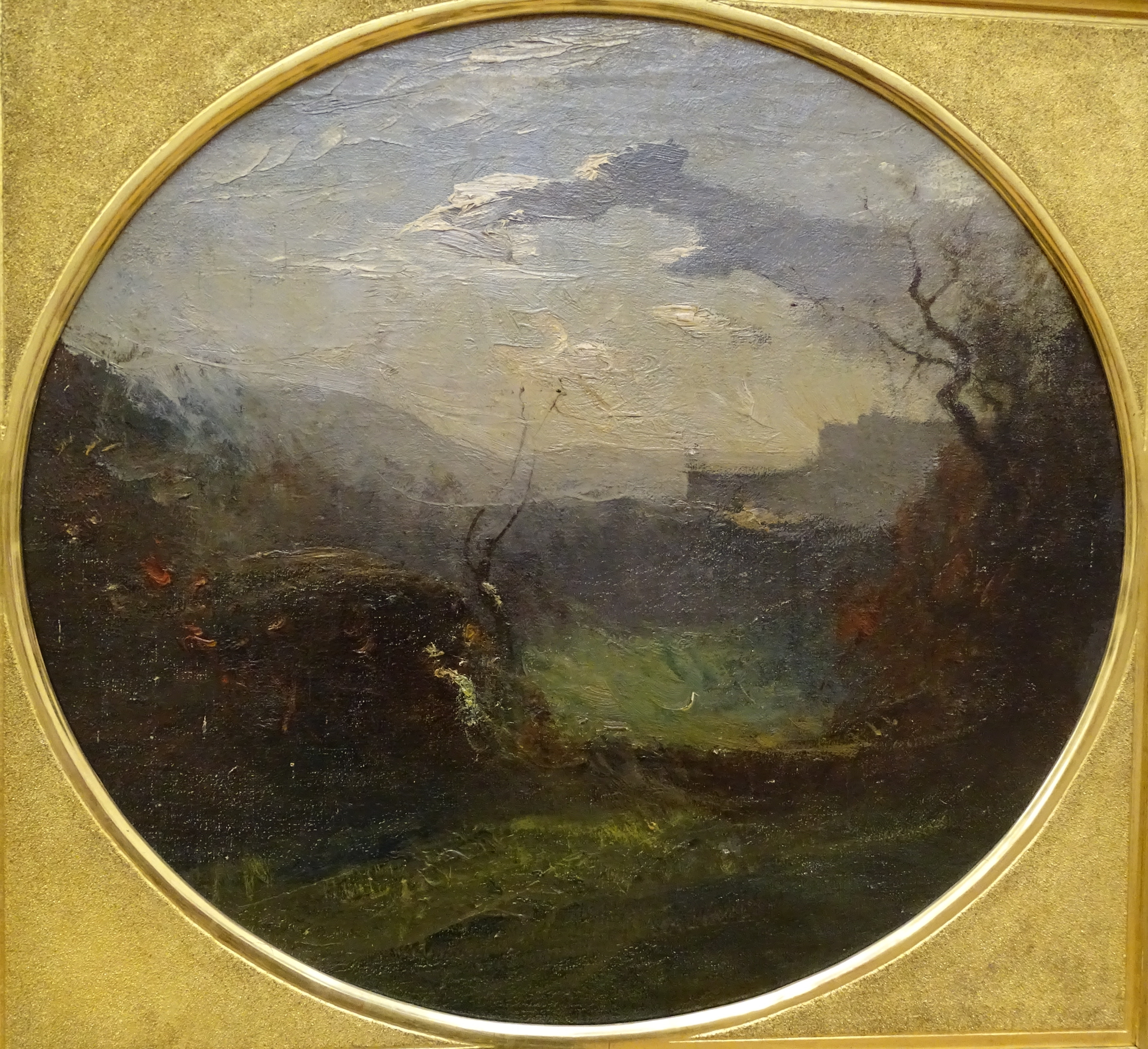
Champrofond, environ de Crémieux (Isère), tableau de François-Auguste Ravier, Musée de Grenoble.

Au début du XIXe siècle, Crémieu et ses environs deviennent une destination des paysagistes lyonnais et grenoblois à la recherche de sujets pittoresques. Très rapidement, des peintres d'horizons géographiques et artistiques variés installent leur chevalet dans l'Isle Crémieu. Une centaine d'artistes y travaillent au cours du siècle dont Auguste Ravier, Paul Flandrin, Hector Allemand, mais aussi Camille Corot, Charles-François Daubigny et Gustave Courbet qui ont immortalisé l'écluse de l'étang de la Tuille à Optevoz. Henri-Joseph Harpignies, en 1847, réalise une toile sur la colline de crémieu, actuellement exposée à la Galerie nationale d'Écosse.
À la fin du XIXe siècle et au début du XXe siècle, de jeunes artistes séjournent à leur tour à Optevoz, attirés par la renommée de leurs illustres prédécesseurs. Alexis-Paul Pachot d'Arzac, Philippe Tassier et Charles Rouvière ont notamment laissé des décors peints dans plusieurs maisons du canton.

### Héraldique
| Blason de Crémieu | Blason  | D'azur à trois besants d'or; au chef d'or chargé d'un dauphin d'azur barbé, crêté, oreillé, peautré et lorré de gueules. |
| Blason de Crémieu | Détails | Le statut officiel du blason reste à déterminer.                                                                         |